# Orthomyxoviridae
Orthomyxoviridae (fra græsk orthos, "lige", og myxa, "mucus") er en virus-familie med 7 slægter alle med RNA-genomer: Influenzavirus A, Influenzavirus B, Influenzavirus C, Influenzavirus D, Isavirus, Thogotovirus og Quaranjavirus. De fire førstnævnte medlemmer er virus som medfører influenza i vertebrater som fugle, menneske og andre pattedyr. Isavirus inficerer laks og thogotoviruses inficerer både vertebrater og invertebrater såsom myg og sølus.

## Fodnoter
1. ↑  International Committee on Taxonomy of Viruses Index of Viruses — Orthomyxovirus (2006). In: ICTVdB - The Universal Virus Database, version 4. Büchen-Osmond, C (Ed), Columbia University, New York, USA.
2. 1 2 3 4  "Chapter 21 - Orthomyxoviridae". Fenner's Veterinary Virology (Fifth Edition). 2017. s. 389-410.
3. 1 2  "Virus Taxonomy: Ninth Report of the International Committee on Taxonomy of Viruses". 2012. s. 749-761.
4. ↑  "ICTV Taxonomy history: Quaranjavirus". International Committee on Taxonomy of Viruses. Arkiveret fra originalen 16. april 2020. Hentet 19. april 2020.
5. ↑  Jones LD, Nuttall PA (1989). "Non-viraemic transmission of Thogoto virus: influence of time and distance". Trans. R. Soc. Trop. Med. Hyg. 83 (5): 712-4. doi:10.1016/0035-9203(89)90405-7. PMID 2617637.
6. ↑  Barry Ely (1999). "Infectious Salmon Anaemia". Mill Hill Essays. National Institute for Medical Research. Arkiveret fra originalen 24. august 2007. Hentet 2007-09-14.
7. ↑  Raynard RS, Murray AG, Gregory A (2001). "Infectious salmon anaemia virus in wild fish from Scotland". Dis. Aquat. Org. 46 (2): 93-100. doi:10.3354/dao046093. PMID 11678233.{{cite journal}}:  CS1-vedligeholdelse: Flere navne: authors list (link)

| Sygdom | Spire Denne artikel om sygdom er en spire som bør udbygges. Du er velkommen til at hjælpe Wikipedia ved at udvide den. |